# Hartslagmonitor

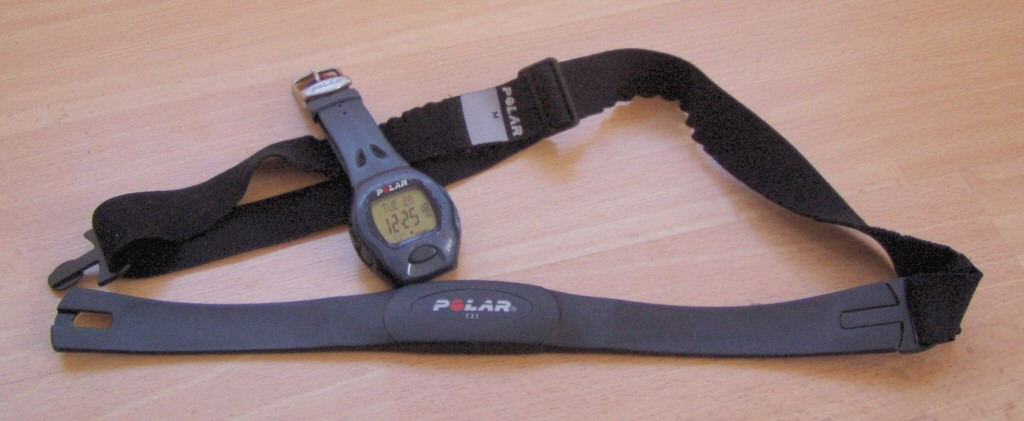
Hartslagmonitor

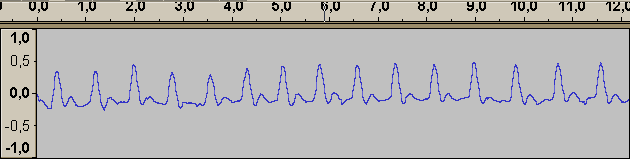
Voorbeeld van hartslagmeting op de duim

Een hartslagmonitor is een instrument waarmee wordt gemeten hoe snel een hart slaat. Een hartslagmonitor meet dus alleen de frequentie van de hartslag en is daarmee een eenvoudiger apparaat dan de elektrocardiograaf.
Bijvoorbeeld zijn er veel sporters die tijdens hun training hun hartslag meten. Hierbij gebruikt men een sensor die met een band rond de borst wordt vastgemaakt, deze sensor staat dan in contact met een display om de pols. Dit is de display van een horloge, meestal met een stopwatch. Apparaten voor cardiofitness, zoals een loopband of een hometrainer hebben vaak een ingebouwde display waarop tijdens de training de hartslag verschijnt zodra iemand hierbij een band met hartslagsensor draagt.
Bij baby's gebruikt men een zuurstofsaturatiemeter, die de doorbloeding van de duim voor de hartslag meet. Met (infra)rood licht en een lichtsensor kan bij de duim iedere hartslag, wanneer het bloed stroomt, worden gezien.